# Георги Славов (политик)
Георги Иванов Славов е български политик от Републиканци за България, областен координатор за Ямбол. До 2019 г. е бил член на ГЕРБ и областен координатор за Ямбол. Дългогодишен кмет на Ямбол (2007 – 2019).

## Биография
Георги Славов е роден на 29 септември 1965 г. в Ямбол, Народна република България. Завършва математическата гимназия „Николай Лобочевски“ в града. Следва Техническия университет в София и е инженер по електронна техника и микроелектроника. Има следдипломна квалификация по робототехника и специализация по „Иновационна политика – мениджмънт и маркетинг“. От 1991 до 1992 година е хоноруван асистент по информационни технологии в Полувисш учителски институт – Ямбол. До 1994 г. работи във вестник „Тракиец“, а след това във вестник „Делник“. От 1995 до 2000 г. е супервайзор в ямболския клон на „Хебросбанк“. В периода 2000 – 2007 г. се занимава със собствен бизнес. През 2007 г. е избран за кмет на Ямбол.
Кмет на Ямбол
На местните избори през 2007 г. е кандидат за кмет от ГЕРБ, на първи тур от изборите получава 36,43 %, печели ги на втори тур с 64,69 %. На местните избори през 2011 г. е кандидат за кмет от ГЕРБ, на първи тур от изборите получава 40,30 %, печели ги на втори тур с 55,18 %. На местните избори през 2015 г. е кандидат за кмет от ГЕРБ, печели на първи тур с 54,84 %. На местните избори през 2019 г. партията му издига друг кандидат за кмет, след което Георги Славов напуска ГЕРБ и се явява като независим, получава 12,93 %.